# تجارت بین‌المللی پستانداران

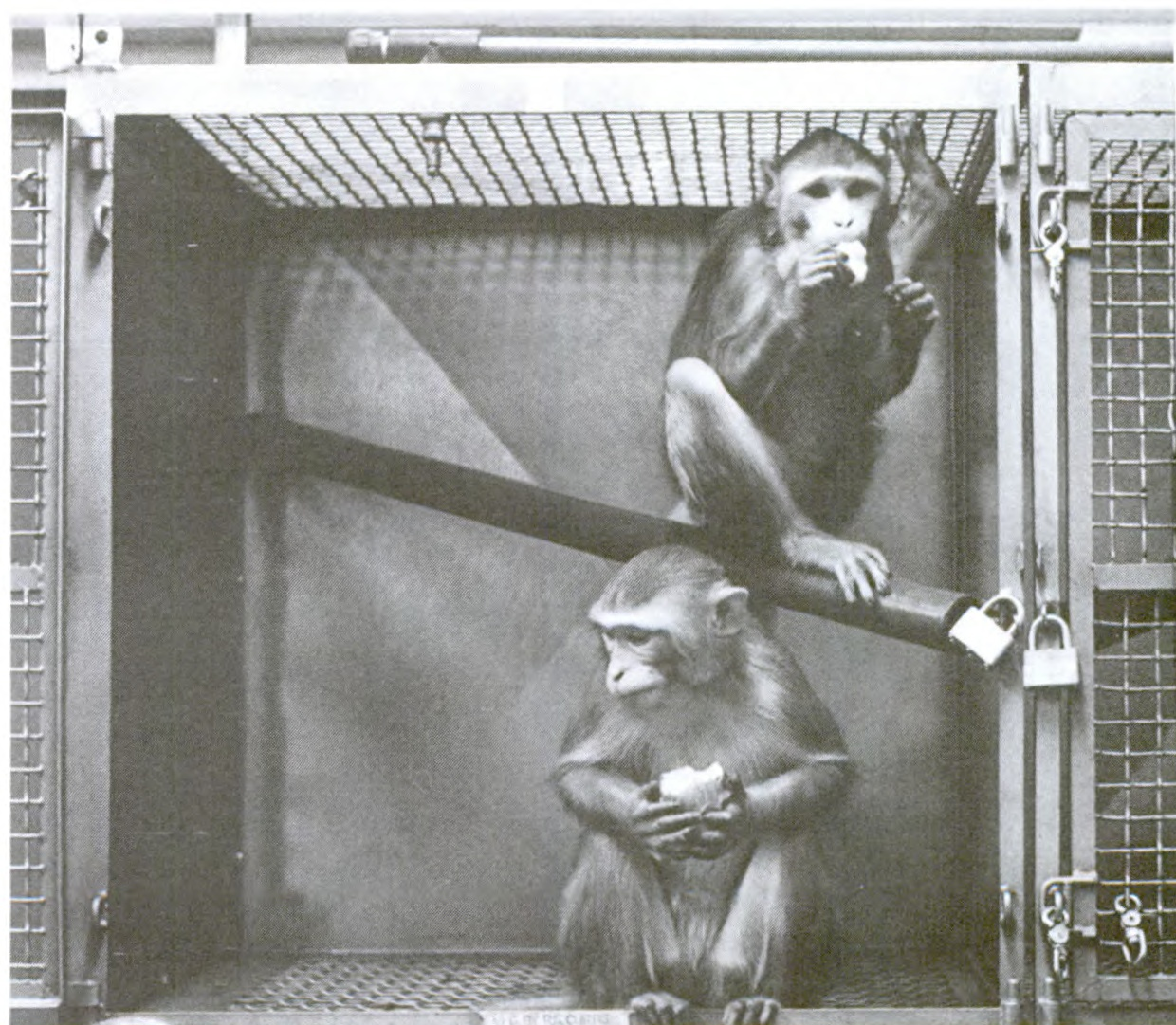
دو پستاندار در قفسِ آزمایشگاهی

تجارتِ پستانداران به خرید و فروشِ پستاندارانِ وحشی و نخستی‌سانان و به منظورِ استفاده در آزمایش‌های جانوری، استفاده از جانوران در باغ‌وحش‌ها و سیرک‌ها و نیز استفاده از اعضای آنها برای خوردن اشاره دارد.

## شرایطِ نگهداری و نقل‌وانتقال
معمولاً نگهداری و جابجاییِ اینگونه جانورانِ اسیر نیز با کم توجهی و بی اعتنایی همراه است که موجبِ ایجادِ درد و رنجِ مضاعف برای آنان می‌گردد. برپایهٔ بررسیِ بنیاد مردمی رعایت اصول اخلاقی در برابر جانوران، ۷۵٪ از اینگونه جانوران ممکن است در مراکزِ نگهداریِ آنان بمیرند یا کشته شوند. به گفتهٔ PETA بیش از ۱۱۰ خطِ هوایی از جابجاییِ میمون‌ها در خطوطِ خود اجتناب می‌کنند.